# Loreen

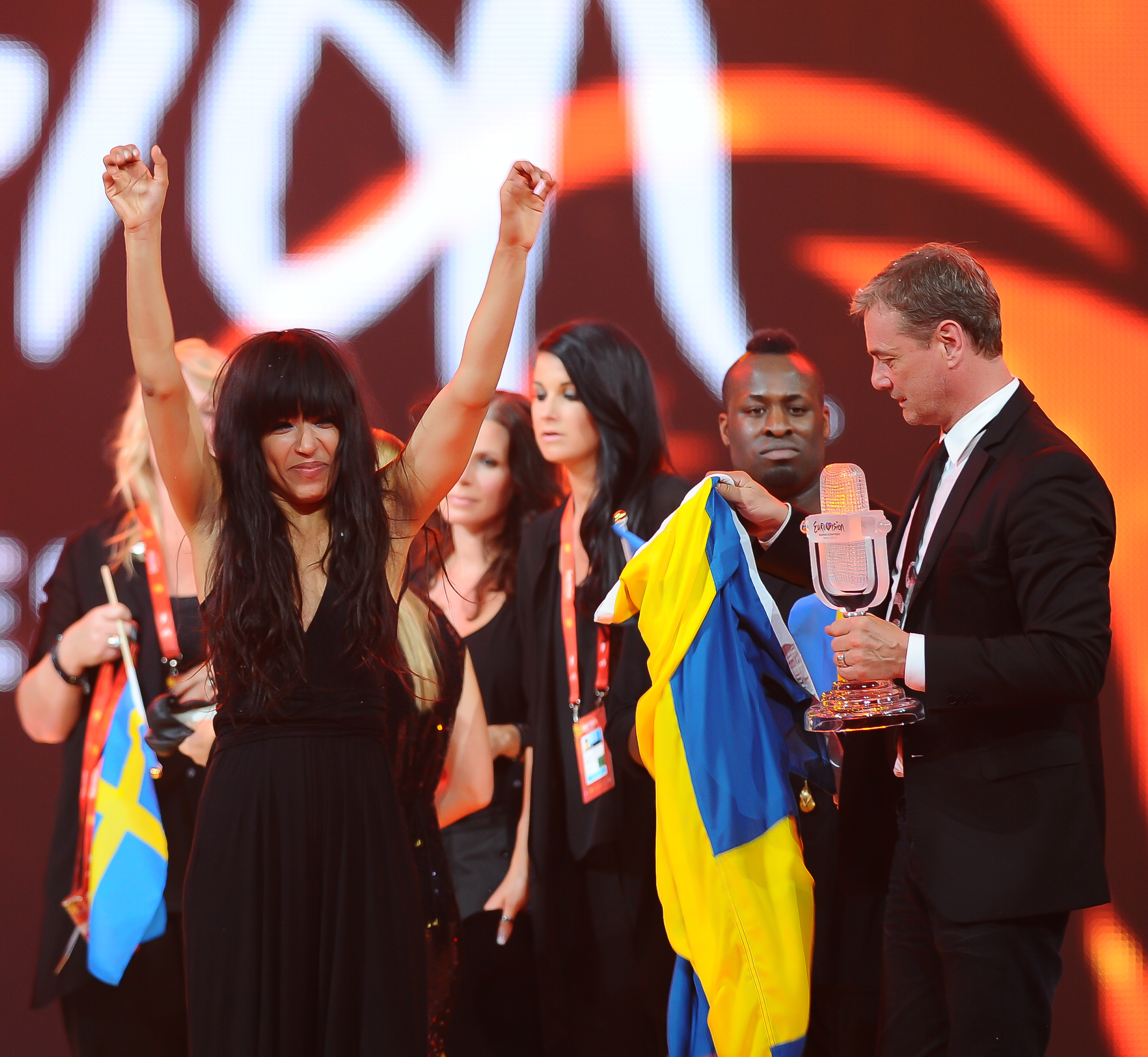
Loreen bij haar eerste overwinning op het Eurovisiesongfestival in 2012.

Lorine Zineb Nora Talhaoui (Danderyd, 16 oktober 1983), beter bekend onder haar artiestennaam Loreen, is een Zweedse zangeres van Marokkaans-Berberse afkomst. Ze werd wereldwijd bekend met de single Euphoria, waarmee ze het Eurovisiesongfestival in 2012 won. In 2023 won zij voor de tweede keer het Eurovisiesongfestival met het lied Tattoo.

## Biografie
Loreen werd geboren in de Zweedse gemeente Danderyd, ten noorden van Stockholm. Ze groeide op als oudste van zes kinderen binnen een liberaal moslimgezin. Toen Loreen zes jaar oud was, scheidden haar ouders en verhuisden de kinderen met hun moeder naar Västerås, waar zij in de wijk Önsta-Gryta gingen wonen. Loreens ouders zijn van Marokkaans-Berberse komaf. Markiz Hänia Talhaoui Tainton, een bekende chef-kok en kookboekauteur in Zweden, is Loreens jongere zus.

## Muzikale carrière

### Pop Idol, Melodifestivalen en Eurovisiesongfestival
In 2004 nam Loreen deel aan de Zweedse versie van Pop Idol (in Vlaanderen Idool genoemd en in Nederland bekend onder de titel Idols). Ze eindigde op de vierde plaats. Samen met de band Rob 'n' Raz bracht ze in 2005 de single The Snake uit.
Zeven jaar later, in 2011, nam Loreen deel aan Melodifestivalen, de Zweedse preselectie voor het Eurovisiesongfestival. Dit deed ze met het nummer My Heart Is Refusing Me. Ze werd vierde in de halve finale, waardoor ze niet rechtstreeks doorstootte naar de finale, maar mocht deelnemen aan de tweedekansronde. Daarin strandde ze.
In 2012 waagde Loreen opnieuw een kans. Met het nummer Euphoria behaalde ze de finale van de preselectie en wist deze op overtuigende wijze te winnen. Op het Eurovisiesongfestival 2012, dat in de Azerbeidzjaanse hoofdstad Bakoe werd gehouden, mocht Loreen vervolgens haar thuisland Zweden vertegenwoordigen. Tijdens de tweede halve finale op 24 mei 2012 wist ze zich te kwalificeren voor de finale, die ze twee dagen later, op 26 mei 2012, met 372 punten won. Het betekende de vijfde Zweedse zege in de geschiedenis van het songfestival.
In de weken na het liedjesfestijn groeide Euphoria in veel Europese landen uit tot een grote hit. In elf landen stond Loreen op nummer 1. In de Nederlandse hitlijsten bleef het lied steken op de tweede plaats, maar stond het wel nog maandenlang in de top 10. Uiteindelijk werd Euphoria in Nederland zelfs de succesvolste en langst genoteerde songfestivalhit in de geschiedenis destijds.
Op 22 oktober 2012 verscheen Loreens debuutalbum Heal, met daarop acht nieuwe nummers en drie reeds uitgebrachte nummers, waarvan de single My Heart Is Refusing Me in een nieuwe internationale versie.
Loreen trad op als openingsact in de eerste halve finale van het Eurovisiesongfestival 2013 in Malmö. Dit deed ze samen met een groot kinderkoor van ongeveer zestig kinderen. Ook trad ze op als intervalact in de grote finale op 18 mei 2013 met een medley, waarin Euphoria, My Heart Is Refusing Me en ook haar nieuwe single We Got the Power zat verwerkt. Aan het einde van de avond mocht ze tevens de eerste prijs uitreiken aan winnares Emmelie de Forest, die voor Denemarken won.

### Ride, Melodifestivalen en Så mycket bättre
In april 2014 ging Loreen op tournee, genaamd XIV. Op deze tournee zong ze een aantal van haar nieuwe nummers, waaronder Jupiter Drive en Dumpster. De plaatsen van de tournee waren Amsterdam, Praag, Wenen, Hamburg, Berlijn, Zurich, Keulen en München. Op 5 maart 2015 verscheen de single Paper Light (Higher), op 14 augustus 2015 gevolgd door I'm in It with You.
Haar tweede album Ride verscheen in 2017 en was weinig succesvol. Dat jaar deed Loreen opnieuw mee aan Melodifestivalen. Ze had zich ingeschreven met het nummer Statements. Ze slaagde er echter niet in om zich te kwalificeren voor de finale.
In 2020 deed Loreen mee aan het Zweedse tv-programma Så mycket bättre (Zweeds voor 'Zo veel beter'). Dit programma is gebaseerd op het Nederlandse programma Beste Zangers. Loreen zong toen voor het eerst in het Zweeds. Het succes van haar vertolking van de nummers Du är min man (Zweeds voor 'Jij bent mijn man', een nummer van de Zweedse zangeres Helen Sjöholm), Jag är en vampyr (Zweeds voor 'Ik ben een vampier', een nummer van de Zweeds-Finse singer-songwriter Markus Krunegård) en Alice (een nummer van de Zweedse zanger Plura Jonsson) leidde tot de aankondiging van een Zweedstalig album waar Loreen aan zou werken. De eerste single, Sötvattentårar (Zweeds voor 'Zoetwatertranen'), verscheen in maart 2021.
In 2021 maakte Loreen haar acteerdebuut in de film Vinterviken. Hierin speelt ze een Marokkaanse moeder met een tienerzoon. Voor deze rol liet ze zich inspireren door haar eigen moeder.

### Terugkeer naar Eurovisiesongfestival
Ook begin 2023 nam Loreen, inmiddels voor de vierde keer, deel aan Melodifestivalen, ditmaal met het nummer Tattoo. Haar optreden in de voorronde werd onderbroken door klimaatactivisten, waarna ze haar inzending opnieuw ten gehore mocht brengen en zich wist te kwalificeren voor de finale.
Op 11 maart 2023 won ze de finale van Melodifestivalen, waarmee haar lied de Zweedse inzending werd voor het Eurovisiesongfestival 2023. 
Op 13 mei 2023 won ze met 583 punten opnieuw de finale van het Eurovisiesongfestival, 49 jaar nadat ABBA voor het eerst dit resultaat boekte voor Zweden. Ze kreeg de trofee uitgereikt door de leden van Kalush Orchestra uit Oekraïne, de winnaar van 2022. Loreen is de tweede artiest en de eerste vrouw die twee keer het Eurovisiesongfestival wist te winnen en evenaarde daarmee Johnny Logan die in 1980 en 1987 won. Logan won zelfs nog een derde editie als tekstschrijver en componist in 1992. Met haar overwinning staat Zweden op de gedeelde eerste plek met Ierland wat betreft overwinningen; elk zeven keer.

## Privéleven
Sinds begin 2017 is Loreen openlijk biseksueel. In maart 2021 gaf Loreen aan op dat moment een vriend te hebben.

## Discografie

### Albums
| Album | Verschijnen      | Label               | Hitlijsten | Hitlijsten | Hitlijsten | Hitlijsten | Hitlijsten | Hitlijsten | Hitlijsten | Hitlijsten | Hitlijsten | Hitlijsten | Hitlijsten | Opmerkingen |
| Album | Verschijnen      | Label               | BE (VL)    | BE (VL)    | BE (WA)    | BE (WA)    | NL         | NL         | GB         | DE         | AT         | SE         | CH         | Opmerkingen |
| Album | Verschijnen      | Label               | Piek       | Weken      | Piek       | Weken      | Piek       | Weken      | Piek       | Piek       | Piek       | Piek       | Piek       | Opmerkingen |
| ----- | ---------------- | ------------------- | ---------- | ---------- | ---------- | ---------- | ---------- | ---------- | ---------- | ---------- | ---------- | ---------- | ---------- | ----------- |
| Heal  | 24 oktober 2012  | Warner Music Sweden | 21         | 15         | 85         | 3          | 16         | 15         | 71         | 16         | 26         | 1 (1 wk)   | 7          | Studioalbum |
| Ride  | 24 november 2017 | BMG Scandinavia     | —          | —          | —          | —          | —          | —          | —          | —          | —          | 31         | —          | Studioalbum |

### Singles
| Lied                                        | Verschijnen       | Album                      | Hitlijsten | Hitlijsten | Hitlijsten | Hitlijsten | Hitlijsten  | Hitlijsten  | Hitlijsten   | Hitlijsten   | Hitlijsten | Hitlijsten | Hitlijsten | Hitlijsten | Hitlijsten | Hitlijsten | Opmerkingen                                                                       |
| Lied                                        | Verschijnen       | Album                      | BE (VL)    | BE (VL)    | BE (WA)    | BE (WA)    | NL (Top 40) | NL (Top 40) | NL (Top 100) | NL (Top 100) | GB         | DE         | FR         | AT         | SE         | CH         | Opmerkingen                                                                       |
| Lied                                        | Verschijnen       | Album                      | Piek       | Weken      | Piek       | Weken      | Piek        | Weken       | Piek         | Weken        | Piek       | Piek       | Piek       | Piek       | Piek       | Piek       | Opmerkingen                                                                       |
| ------------------------------------------- | ----------------- | -------------------------- | ---------- | ---------- | ---------- | ---------- | ----------- | ----------- | ------------ | ------------ | ---------- | ---------- | ---------- | ---------- | ---------- | ---------- | --------------------------------------------------------------------------------- |
| My Heart Is Refusing Me                     | 27 februari 2011  | Heal                       | 44         | 1          | —          | —          | 26          | 5           | 46           | 8            | —          | 41         | —          | 59         | 9          | 18         | In haar thuisland werd het nummer in 2011 een hit, overige landen pas na Euphoria |
| Sober                                       | 12 September 2011 | Heal                       | —          | —          | —          | —          | —           | —           | —            | —            | —          | —          | —          | —          | 26         | —          |                                                                                   |
| Euphoria                                    | 26 februari 2012  | Heal                       | 1 (1 wk)   | 20         | 14         | 10         | 2           | 26          | 2            | 35           | 3          | 1 (2 wk)   | 26         | 1 (3 wk)   | 1 (6 wk)   | 1 (1 wk)   | Winnende Zweedse inzending Eurovisiesongfestival 2012 / Goud in België            |
| Crying Out Your Name                        | 8 oktober 2012    | Heal                       | —          | —          | —          | —          | —           | —           | —            | —            | —          | —          | —          | —          | 19         | —          |                                                                                   |
| We Got the Power                            | 15 mei 2013       | Heal                       | tip63      | —          | —          | —          | —           | —           | —            | —            | —          | —          | —          | —          | 52         | 70         |                                                                                   |
| Paper Light (Higher)                        | 5 maart 2015      | —                          | —          | —          | —          | —          | —           | —           | —            | —            | —          | —          | —          | —          | 25         | —          |                                                                                   |
| Statements                                  | 26 februari 2017  | —                          | —          | —          | —          | —          | —           | —           | —            | —            | —          | —          | —          | —          | 13         | —          |                                                                                   |
| Alice                                       | 5 december 2020   | Så mycket bättre 2020 (ep) | —          | —          | —          | —          | —           | —           | —            | —            | —          | —          | —          | —          | 96         | —          |                                                                                   |
| Du är min man                               | 12 december 2020  | Så mycket bättre 2020 (ep) | —          | —          | —          | —          | —           | —           | —            | —            | —          | —          | —          | —          | 72         | —          |                                                                                   |
| Jag är en vampyr                            | 19 december 2020  | Så mycket bättre 2020 (ep) | —          | —          | —          | —          | —           | —           | —            | —            | —          | —          | —          | —          | 43         | —          |                                                                                   |
| Tattoo                                      | 25 februari 2023  | —                          | 1 (10 wk)  | 43         | 1 (6 wk)   | 42         | 1 (4 wk)    | 25          | 1 (2 wk)     | 45           | 2          | 7          | 7          | 1 (1 wk)   | 1 (4 wk)   | 1 (2 wk)   | Winnende Zweedse inzending Eurovisiesongfestival 2023 / Platina in België         |
| Is It Love                                  | 13 oktober 2023   | —                          | 7          | 25         | 6          | 22         | 6           | 21          | 33           | 17           | —          | —          | 43         | —          | 13         | —          |                                                                                   |
| Forever                                     | 10 mei 2024       | —                          | —          | —          | —          | —          | —           | —           | —            | —            | —          | —          | —          | —          | 60         | —          |                                                                                   |
| Pum Pum (met David Guetta en Dimitri Vegas) | 2025              |                            | 22         | 1*         | —          | —          | —           | —           | —            | —            | —          | —          | —          |            |            |            |                                                                                   |

### NPO Radio 2 Top 2000
| Nummer met noteringen in de NPO Radio 2 Top 2000 | '12 | '13 | '14  | '15  | '16  | '17  | '18  | '19  | '20  | '21  | '22  | '23  | '24  |
| ------------------------------------------------ | --- | --- | ---- | ---- | ---- | ---- | ---- | ---- | ---- | ---- | ---- | ---- | ---- |
| Euphoria                                         | 484 | 881 | 1413 | 1501 | 1919 | 1932 | 1932 | 1974 | 1468 | 1344 | 1202 | 1122 | 1515 |

1. ↑  Een vetgedrukt getal geeft de hoogste notering aan.
2. ↑  2012 was het eerste jaar met een notering voor dit nummer.